# Гедуко (село)
Гедуко́ (кабард.-черк. Джэдыкъуэ) — упразднённое село в Урванском районе республики Кабардино-Балкария.

## География
Селение Гедуко располагалось в северной части Урванского района, в междуречье рек Баксан и Гедуко. Находилось в 12 км к северу от сельского центра Чёрная Речка, в 18 км к северо-западу от районного центра — Нарткала и в 33 км от Нальчика.
Граничило с землями населёнными пунктов: Таукен-Дореш на востоке, Дахапсина на юге, Желянсу на юго-западе, Баженовский на севере и Алтуд на северо-востоке.
Населённый пункт располагался на наклонной Кабардинской равнине, в переходной от предгорной в равнинную зоне республики. Рельеф местности на территории заброшенного села в основном представляет собой предгорные наклонные равнины с бугристыми и курганными возвышенностями. Средние высоты составляют 262 метра над уровнем моря.
Гидрографическая сеть местности представлена рекой Баксан, протекавшей к югу от села, и рекой Гедуко, протекавшей к северу от села, а также многочисленными родниковыми источниками. Долина обеих рек в районе села занята густыми приречными лесами. Глубина залегания грунтовых вод на территории упразднённого села составляет всего 2,5-3 метра.

## Этимология
Название села происходит от одноимённой реки Гедуко, у берегов которой он располагался. Само название Гедуко (кабард.-черк. Джэдыкъуэ) в переводе с кабардино-черкесского языка означает — «долина лесных кур». Под лесными курами подразумевались птицы из семейства фазановых, в частности кавказский тетерев и кавказский фазан, которые ранее в большом количестве водились в равнинных и предгорных лесах Северного Кавказа.

## История
Селение Красное Гедуко было основано в 1922 году переселенцами из села Алтуд, к которым позже присоединились несколько семьей из других окрестных селений.
До 1958 года село входило в состав Альтудского сельсовета Прималкинского района. Затем передано в состав Чернореченского сельсовета Урванского района. Тогда же Красное Гедуко было переименовано в Гедуко.
В 1963 году селение Гедуко было упразднено и снято из учётных данных Урванского района. Жители села были переселены в селение Чёрная Речка.

## Население
По данным на 1926 год, в селе проживало 118 человек. Основное население составляли кабардинцы.

## Современное состояние
На сегодняшний день земля, на которой некогда располагалось селение Гедуко, находится на территории двух сельских поселений — Чёрная Речка и Алтуд.
На территории бывшего села ныне сохранились лишь развалины сельского колхоза, расположенные у опушки приречного леса. Других видимых объектов материальной культуры на месте упразднённого села практически не осталось, так как все дома села в основном были турлучного типа или сделаны из самана, в связи с чем они быстро разрушились и ушли в землю. А в последующем местность была распахана для выращивания виноградников.